# Peugeot ROA

El Peugeot ROA es un automóvil; basado en el Peugeot 405, y es una versión localmente desarrollada del Peugeot 405 altamente modificada, hecha en Irán por la IKCO (Iran Khodro). En su desarrollo, es usada una versión de motor de 1600 cc del Peugeot RD, un Paykan de tracción trasera.

## Descripción
Este coche es la combinación de los componentes motrices del Paykan y el Peugeot 405. A primera vista se puede confundir fácilmente con un Peugeot 405 corriente. Pero su diferencia mayor radica en los componentes internos y su chasis, que fueron completamente desarrollados de los usados en el chasis del Paykan, pero siendo un coche de apariecia similar al Peugeot 405, que siendo de tracción delantera; en éste aloja su transmisión atrás.

## Características mecánicas

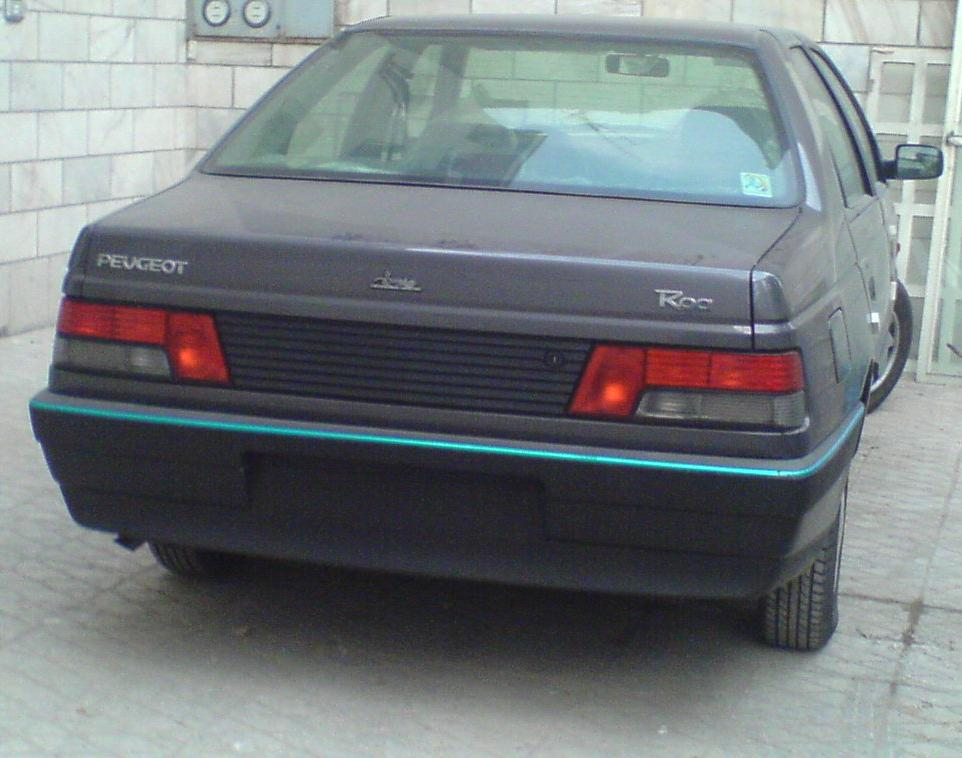
Vista trasera de un Peugeot ROA

El nuevo modelo (del año 2010) está desarrollado sobre la base de un motor de 1,700 cc de alimentación a GNV. En el modelo anterior es usada una versión modificada del motor del Paykan, de 1.6 litros de cilindraje, especialmente adaptado al chasis del Peugeot, de propusión delantera convertida a propulsión trasera.

### Especificaciones[2]
- Tipo de motor: Cuatro cilindros en línea; de cuatro tiempos; 1,599 cc (1,696 cc GNV)
  - Carrera (Pistón): 87.3 cm (1700)
  - Diámetro (Pistón): 66.7 mm (1700)
  - Cilindros: de aluminio fundido
  - Bloque: Acero fundido
  - Potencia máxima: 61 kilovatios (82 HP) a 5,000 rpm (1700)
  - Torque máximo: 135 Nm a 3,000 rpm (1700)
  - Tasa de compresión: 9.5:1 (1700)
  - Secuencia de ignición: 1-3-4-2
- Asientos: 5